# サヴォラックス・キュメネゴルド県

サヴォラックス・キュメネゴルド県
Savolax och Kymmenegårds län
Kymenkartanon ja Savon lääni
1747年のフィンランドの県 (州)分割
(17がサヴォラックス・キュメネゴルド県(キュメンカルタノ・サヴォ州))

サヴォラックス・キュメネゴルド県、サヴォラックス及びキュメネゴルド県 (サヴォラックス・キュメネゴルドけん、サヴォラックスおよびキュメネゴルドけん、スウェーデン語: Savolax och Kymmenegårds län、フィンランド語: Kymenkartanon ja Savon lääni)は、かつて存在したスウェーデン統治下のフィンランドの県。1747年から1775年まで存在した。フィンランド語では、キュメンカルタノ・サヴォ州、キュメンカルタノ及びサヴォ州と呼ばれる。
大北方戦争によって、カルヤラの領土をロシア帝国へ割譲することになったスウェーデンは、1741年にロシア帝国と再び交戦する（ハット党戦争）。同戦争は1743年に終結し、オーボ条約によって、スウェーデンのキュメネゴルド・ニュースロット県の県庁所在地のヴィルマンストランド (ラッペーンランタ)を含む同県の南部がロシア帝国に割譲される。この割譲によって、県庁所在地が失われたキュメネゴルド・ニュースロット県が、サヴォラックス・キュメネゴルド県に再編されて成立した。また、この再編時にニューランド・タヴァステフス県から一部がサヴォラックス・キュメネゴルド県に移管されている。その後、1775年に、サヴォラックス・カレーレン県とキュメネゴルド県に分割されて消滅した。

## 州域の変遷

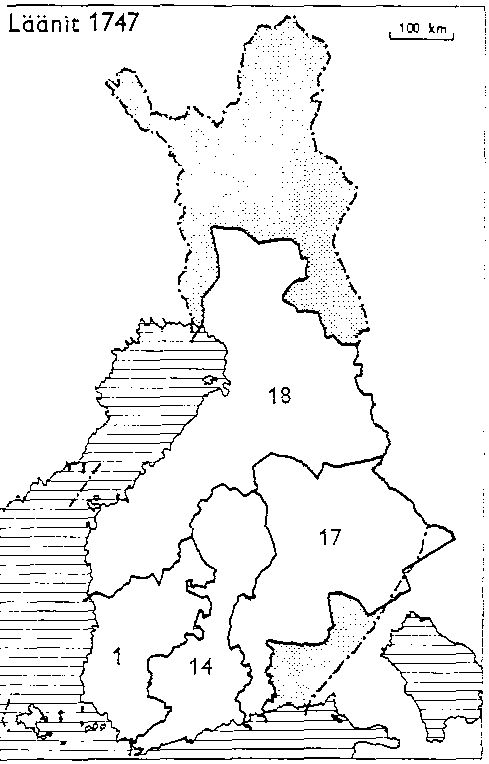
1747年のフィンランドの州 (県): 1: トゥルク・ポリ州, 14: ウーシマー・ハメ州, 17:キュメンカルタノ・サヴォ州, 18: ポフヤンマー州

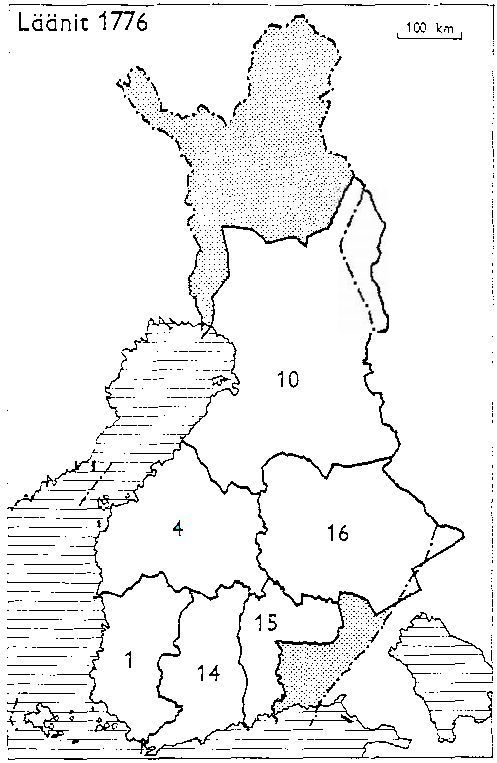
1776年のフィンランドの州 (県): 1: トゥルク・ポリ州, 4: ヴァーサ州, 10: オウル州, 14: ウーシマー・ハメ州, 15: キュメンカルタノ州, 16: サヴォ・カルヤラ州

|  |  |

## 歴代知事
- Henrik Jacob Wrede af Elimä 1747–1753
- Anders Johan Nordenskjöld 1753–1756
- Otto Wilhelm De Geer 1757–1765
- Anders Henrik Ramsay 1765–1774